# Georg Olsen (Politiker)
Georg „Kiiu“ Olsen (* 2. Januar 1974 in Qeqertarsuaq) ist ein grönländischer Künstler, Musiker, Schriftsteller und Politiker.

## Leben
Georg Olsen wurde 1974 zusammen mit seinem Zwillingsbruder Nikku Olsen in Qeqertarsuaq geboren und zog später nach Sisimiut. Er begann in seiner Jugend zu zeichnen und stellte seine Werke schon als 14-Jähriger öffentlich aus. Von 1991 bis 1995 studierte er an der Kunstschule in Nuuk und anschließend ein Jahr in Vejle. 1995 gründete er die Band Liima Inui, mit der er das Album „Shaman“ herausgab, das er selbst komponiert und getextet hatte. 1998 ließ er sich auch in der Schauspielerei ausbilden. 1999 gab er den Roman Isit Matoqqasut („Geschlossene Augen“) heraus. 2007 erschien das zweite Album von Liima Inui, Pluto, für das die Band unter anderem einen Koda Award erhielt. 2009 veröffentlichte die Band das dritte Album, Republik. 2010 erhielt er den grönländischen Weihnachtsbriefmarkenpreis. 2016 erschien das vierte Album von Liima Inui, Inri. Georg Olsen hat außerdem mehrere Bücher und CD-Covers illustriert. Seine Kunst wurde neben Grönland auch in Alaska, Kanada und Dänemark ausgestellt.
1995 kandidierte er mit 21 Jahren erstmals bei der Parlamentswahl. Für die Inuit Ataqatigiit erreichte er 68 Stimmen in seinem Wahlkreis. Bei der Parlamentswahl 1999 erhielt er landesweit 28 Stimmen. 2002 erzielte er 102 Stimmen und erreichte somit den zweiten Nachrückerplatz der Inuit Ataqatigiit. Weil die Inuit Ataqatigiit zwei Ministerposten erhielt, zog Georg Olsen im September 2003 ins Inatsisartut ein, wo er bis zum Ende der Legislaturperiode 2005 blieb. Bei der Wahl 2005 erhielt er 89 Stimmen und somit nur den fünften Nachrückerplatz. Bei der Folketingswahl 2005 kandidierte er ebenfalls ohne Erfolg. Anschließend nahm er nicht mehr an Wahlen teil. 2013 gründete sein Bruder die Partii Inuit, in der auch Georg Olsens Bandkollegin Randi Broberg Mitglied und im selben Jahr Parlamentsabgeordnete wurde. Bei der Parlamentswahl 2014 trat Georg Olsen für die Partii Inuit an, die jedoch nur noch 1,6 % der Stimmen erhielt, von denen 38 auf Georg Olsen entfielen. 2015 löste er seinen Zwillingsbruder als Parteivorsitzenden ab, wurde aber im Jahr darauf von Per Rosing-Petersen ersetzt. 2018 wurde die Partei aufgelöst.